# Пратолунго (Маса-Карара)
Пратолунго је насеље у Италији у округу Маса-Карара, региону Тоскана.
Према процени из 2011. у насељу је живело 56 становника. Насеље се налази на надморској висини од 164 м.